# Dustin Brown (hockey sur glace)
Pour les articles homonymes, voir Dustin Brown et Brown.
Dustin James Brown (né le 4 novembre 1984 à Ithaca, État de New York aux États-Unis) est un joueur professionnel américain de hockey sur glace.

## Carrière
Originaire de l'État de New York, il joue cependant en hockey junior avec le Storm de Guelph de la Ligue de hockey de l'Ontario de 2000 à 2003. Il se joint par la suite aux Kings de Los Angeles. Il y joue sa première saison en 2003-2004 n'y récoltant que cinq points en trentaine et une rencontres.
Il passe la saison suivante avec les Monarchs de Manchester de la Ligue américaine de hockey en raison du lock-out de la Ligue nationale de hockey. Par la suite, il s'aligne avec les Kings. Il y connait sa meilleure saison jusqu'à présent en 2007-2008, récoltant 60 points.
Au niveau international, il représente les États-Unis à cinq reprises.
Le 11 juin 2012, il remporte la coupe Stanley avec les Kings de Los Angeles. Brown et l'équipe réussit l'exploit à nouveau deux ans plus tard.  
Le 14 mai 2022, lorsque les Kings sont éliminés des séries éliminatoires, il prend officiellement sa retraite.

## Statistiques

### En club
| Saison     | Équipe                 | Ligue      |       | Saison régulière | Saison régulière | Saison régulière | Saison régulière | Saison régulière |    | Séries éliminatoires | Séries éliminatoires | Séries éliminatoires | Séries éliminatoires | Séries éliminatoires |
| Saison     | Équipe                 | Ligue      | PJ    | B                | A                | Pts              | Pun              | PJ               | B  | A                    | Pts                  | Pun                  |                      |                      |
| 1998-1999  | Little Red d'Ithaca    | HS         | 18    | 4                | 13               | 17               | -                | -                | -  | -                    | -                    | -                    |                      |                      |
| 1999-2000  | Little Red d'Ithaca    | HS         | 24    | 33               | 21               | 53               | -                | -                | -  | -                    | -                    | -                    |                      |                      |
| 2000-2001  | Storm de Guelph        | LHO        | 53    | 23               | 22               | 45               | 50               | 4                | 0  | 0                    | 0                    | 10                   |                      |                      |
| 2001-2002  | Storm de Guelph        | LHO        | 63    | 41               | 32               | 73               | 56               | 9                | 8  | 5                    | 13                   | 14                   |                      |                      |
| 2002-2003  | Storm de Guelph        | LHO        | 58    | 34               | 42               | 76               | 89               | 11               | 7  | 8                    | 15                   | 6                    |                      |                      |
| 2003-2004  | Kings de Los Angeles   | LNH        | 31    | 1                | 4                | 5                | 16               | -                | -  | -                    | -                    | -                    |                      |                      |
| 2004-2005  | Monarchs de Manchester | LAH        | 79    | 29               | 45               | 74               | 96               | 6                | 5  | 2                    | 7                    | 10                   |                      |                      |
| 2005-2006  | Kings de Los Angeles   | LNH        | 79    | 14               | 14               | 28               | 80               | -                | -  | -                    | -                    | -                    |                      |                      |
| 2006-2007  | Kings de Los Angeles   | LNH        | 81    | 17               | 29               | 46               | 54               | -                | -  | -                    | -                    | -                    |                      |                      |
| 2007-2008  | Kings de Los Angeles   | LNH        | 78    | 33               | 27               | 60               | 55               | -                | -  | -                    | -                    | -                    |                      |                      |
| 2008-2009  | Kings de Los Angeles   | LNH        | 80    | 24               | 29               | 53               | 64               | -                | -  | -                    | -                    | -                    |                      |                      |
| 2009-2010  | Kings de Los Angeles   | LNH        | 82    | 24               | 32               | 56               | 41               | 6                | 1  | 4                    | 5                    | 6                    |                      |                      |
| 2010-2011  | Kings de Los Angeles   | LNH        | 82    | 28               | 29               | 57               | 67               | 6                | 1  | 1                    | 2                    | 6                    |                      |                      |
| 2011-2012  | Kings de Los Angeles   | LNH        | 82    | 22               | 32               | 54               | 53               | 20               | 8  | 12                   | 20                   | 34                   |                      |                      |
| 2012-2013  | ZSC Lions              | LNA        | 16    | 8                | 5                | 13               | 26               | -                | -  | -                    | -                    | -                    |                      |                      |
| 2012-2013  | Kings de Los Angeles   | LNH        | 46    | 18               | 11               | 29               | 22               | 18               | 3  | 1                    | 4                    | 8                    |                      |                      |
| 2013-2014  | Kings de Los Angeles   | LNH        | 79    | 15               | 12               | 27               | 66               | 26               | 6  | 8                    | 14                   | 22                   |                      |                      |
| 2014-2015  | Kings de Los Angeles   | LNH        | 82    | 11               | 16               | 27               | 26               | -                | -  | -                    | -                    | -                    |                      |                      |
| 2015-2016  | Kings de Los Angeles   | LNH        | 82    | 11               | 17               | 28               | 30               | 5                | 0  | 1                    | 1                    | 4                    |                      |                      |
| 2016-2017  | Kings de Los Angeles   | LNH        | 80    | 14               | 22               | 36               | 22               | -                | -  | -                    | -                    | -                    |                      |                      |
| 2017-2018  | Kings de Los Angeles   | LNH        | 81    | 28               | 33               | 61               | 58               | 4                | 0  | 1                    | 1                    | 4                    |                      |                      |
| 2018-2019  | Kings de Los Angeles   | LNH        | 72    | 22               | 29               | 51               | 24               | -                | -  | -                    | -                    | -                    |                      |                      |
| 2019-2020  | Kings de Los Angeles   | LNH        | 66    | 17               | 18               | 35               | 22               | -                | -  | -                    | -                    | -                    |                      |                      |
| 2020-2021  | Kings de Los Angeles   | LNH        | 49    | 17               | 14               | 31               | 18               | -                | -  | -                    | -                    | -                    |                      |                      |
| 2021-2022  | Kings de Los Angeles   | LNH        | 64    | 9                | 19               | 28               | 20               | 7                | 0  | 2                    | 2                    | 0                    |                      |                      |
| Totaux LNH | Totaux LNH             | Totaux LNH | 1 296 | 325              | 387              | 712              | 738              | 92               | 19 | 30                   | 49                   | 84                   |                      |                      |

### En équipe nationale
| Année | Compétition                 |   | PJ | B | A | Pts | Pun | +/-                |  | Résultat |
| 2002  | Championnat du monde junior | 7 | 1  | 3 | 4 | 10  | +3  | Cinquième place    |  |          |
| 2003  | Championnat du monde junior | 7 | 2  | 2 | 4 | 10  | +2  | Quatrième place    |  |          |
| 2004  | Championnat du monde        | 9 | 1  | 3 | 4 | 4   | +1  | Médaille de bronze |  |          |
| 2006  | Championnat du monde        | 7 | 5  | 2 | 7 | 10  | 0   | Septième place     |  |          |
| 2008  | Championnat du monde        | 7 | 5  | 4 | 9 | 22  | +2  | Sixième place      |  |          |
| 2009  | Championnat du monde        | 9 | 3  | 5 | 8 | 8   | +2  | Quatrième place    |  |          |
| 2010  | Jeux olympiques             | 6 | 0  | 0 | 0 | 0   | +2  | Médaille d'argent  |  |          |
| 2014  | Jeux olympiques             | 6 | 2  | 1 | 3 | 4   | +2  | Quatrième place    |  |          |

## Trophées et honneurs personnels

### Ligue de hockey de l'Ontario
- 2000-2001 : nommé dans l'équipe d'étoiles des recrues de la LHO
- 2002-2003 : nommé meilleur joueur étudiant de la Ligue canadienne de hockey

### Ligue nationale de hockey
- 2008-2009 : participe au 57e Match des étoiles de la LNH
- 2010-2011 : récipiendaire du trophée de la Fondation de la LNH
- 2011-2012 : vainqueur de la coupe Stanley avec les Kings de Los Angeles (1)
- 2013-2014 :
  - vainqueur de la coupe Stanley avec les Kings de Los Angeles (2)
  - récipiendaire du trophée Mark-Messier